# اس-بان برمن
اس-بان برمن  (آلمانی: Regio-S-Bahn Bremen/Niedersachsen) شبکه راه‌آهن حومه در ایالت برمن و نیدرزاکسن است.
این راه‌آهن که در سال ۲۰۱۰ راه‌اندازی شده دارای ۴ خط، ۴۶ ایستگاه و ۲۷۰ کیلومتر طول است و شهرهایی همچون برمن، برمرهافن، تویسترینگن، باد تسویشنان، اولدنبورگ، دلمنهورست و فردن، نیدرزاکسن را پوشش میدهد.

## نگارخانه

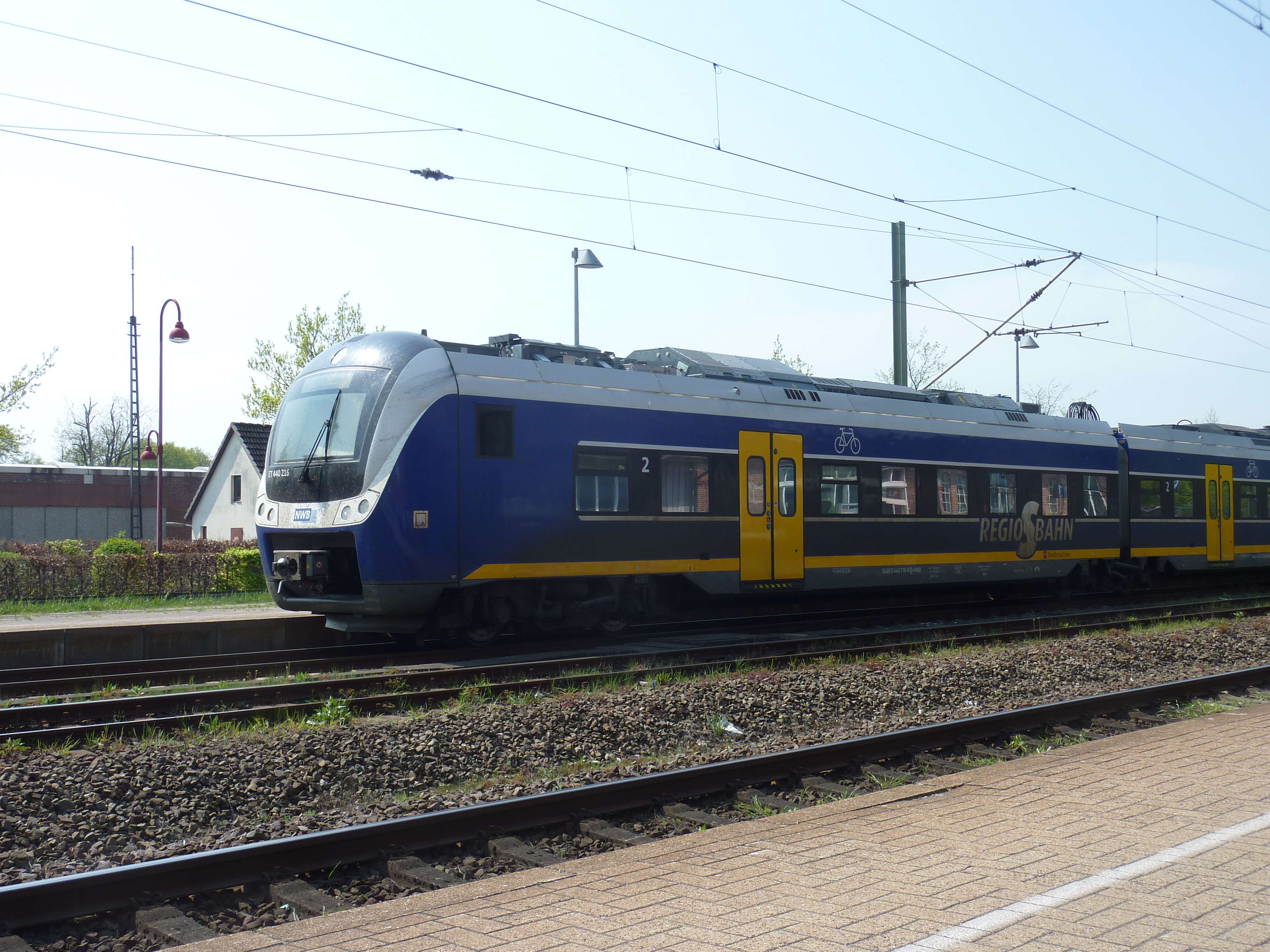
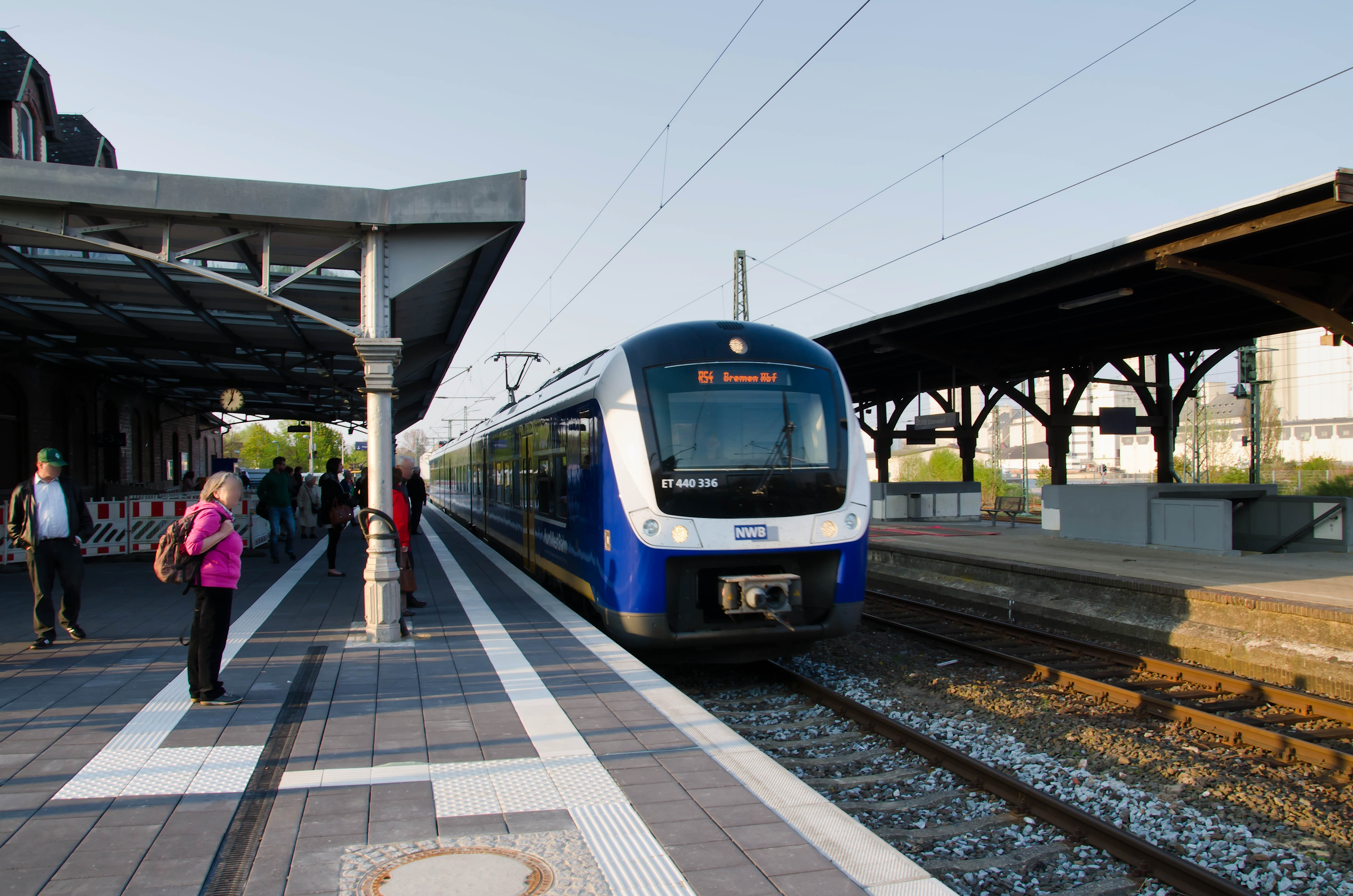
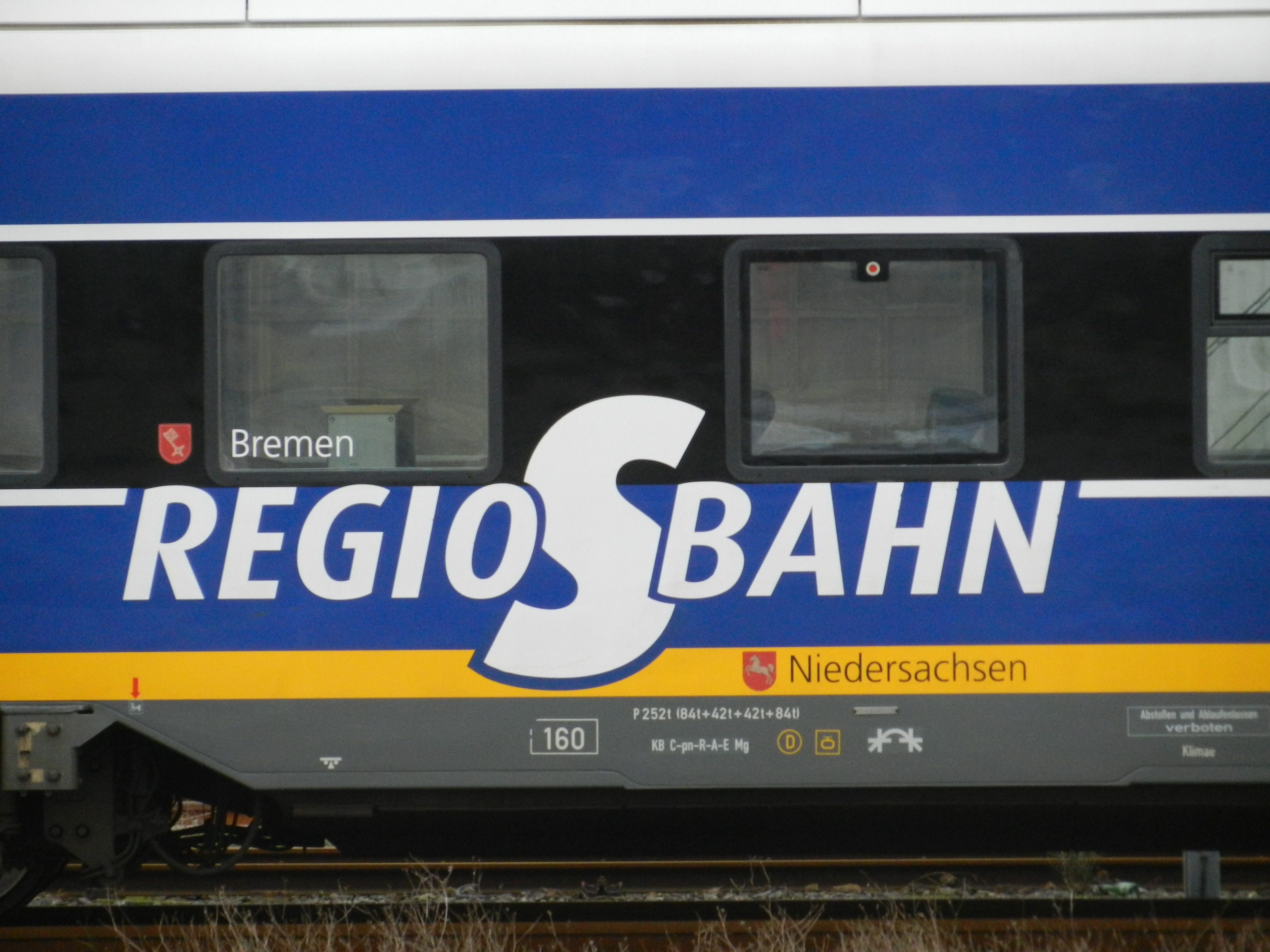